# Boniniのパラドックス
Bonini のパラドックスは、複雑なシステム（人間の脳など）を完全に捉えたモデルやシミュレーションを構築することの難しさを説明する論説である。
名称はスタンフォード大学の経営学の教授 Charles Boniniに由来する。

## パラドックスの表現
最近の論文では、このパラドックスはJohn M. DuttonとWilliam H. Starbuckによって「複雑なシステムのモデルは、完全になればなるほど、理解し難いものになってゆく。あるいは、モデルは現実的になるほど、そのモデルが表現する現実世界のプロセスとちょうど同じぐらい理解し難くなる。」と明文化された(Computer Simulation of Human Behaviour, 1971)。
このパラドックスは、人間の脳と思考プロセスの完全なモデルは未だ作られておらず、また将来にも疑いようがなく難しいか、を研究者たちが説明するのに用いられるかもしれない。
これと同じパラドックスが、より早い時期に、ポール・ヴァレリーによる言葉に見られる。「簡単なものは全て誤っている。複雑なものは全て使い物にならない」(Notre destin et les lettres, 1937)。
また、同じ話題がRichard Levinsの古典的エッセイ『集団生物学におけるモデル構築の戦略』の中で議論された。複雑なモデルは「あまりに多くの測定すべきパラメーター」を持つため「我々のコンピューターの能力を超える、解析的に解けない方程式群を生み出すが、しかし仮にそれらの方程式が解けるものだったとしてもその結果は我々にとって意味を持たないだろう」(Orzack and Sober, 1993; Odenbaugh, 2006 を参照)。

## 関連する問題
Boniniのパラドックスは地図-土地関係の一例と見ることができる：地図は単純なほど、不精確だが、より有用な土地の表現になってゆく。
極端な例の一つは、フィクションの『シルヴィーとブルーノ・完結編』と On Exactitude in Scienceに見られる。これらの物語には、Boniniのパラドックスの一つを描写するため、1:1の縮尺の地図（実際の土地と同じサイズ）で精確だが使い物にならないものが登場する。
アイザック・アシモフのファウンデーションシリーズに登場する架空の科学「心理歴史学」はBoniniのパラドックスと同じジレンマに直面する。アシモフは心理歴史学者の一人に、このパラドックスを議論させてもいる。

## 選択された参考文献
- Levins, R. 1966. "The Strategy of Model Building in Population Biology", American Scientist, 54:421-431 (Wayback Machine のアーカイブ）
- Odenbaugh, Jay. 2006. "The strategy of 'The Strategy of Model Building in Population Biology' ", Biology and Philosophy, 21:607-621.
- Orzack S. H., and E. Sober. 1993. A Critical Assessment of Levins's The Strategy of Model Building in Population Biology. Q. Rev. Biol. 68(4):533-546